# Plavna (Wojwodina)
Plavna (cyr. Плавна) – wieś w Serbii, w Wojwodinie, w okręgu południowobackim, w gminie Bač. W 2011 roku liczyła 1152 mieszkańców.